# Suvaja (miasto Kruševac)
Suvaja (cyr. Суваја) – wieś w Serbii, w okręgu rasińskim, w mieście Kruševac. W 2011 roku liczyła 297 mieszkańców.